# Hege Bøkko
Hege Bøkko (ur. 5 września 1991 w Hønefoss) – norweska łyżwiarka szybka. Jest siostrą również łyżwiarza szybkiego, Håvarda Bøkko
Bøkko w 2010 brała udział w zimowych igrzyskach olimpijskich odbywających się w Vancouver. Uczestniczyła wówczas w dwóch konkurencjach łyżwiarstwa szybkiego: biegu na 1000 m (10. miejsce) oraz biegu na 1500 m (14. miejsce). W 2014 powtórzyła swój występ na igrzyskach olimpijskich, które odbywały się w Soczi. Wówczas ponownie wystąpiła w dwóch konkurencjach łyżwiarstwa szybkiego: biegu na 1500 m (33. miejsce) oraz biegu drużynowym (7. miejsce; wraz z Mari Hemmer, Idą Njåtun oraz Camillą Farestveit).